# 퀘벡 시타델스
| 퀘벡 시타델스 | |
| 콘퍼런스      | 동부 콘퍼런스 (1999년~2002년) |
| 디비전        | 애틀랜틱 디비전 (1999년~2000년) 캐나디안 디비전 (2000년~2002년) |
| 설립연도      | 1999년 |
| 해체연도      | 2002년 |
| 역사          | 몬트리올 보이저스 (1969년~1971년) 노바스코샤 보이저스 (1971년~1984년) 셔브루크 커네이디언스 (1984년~1990년) 프레더릭턴 커네이디언스 (1990년~1999년) 퀘벡 시타델스 (1999년~2002년) 해밀턴 불독스 (2002년~2014년) 세인트존스 아이스 캡츠 (2014년~현재) |
| 경기장        | 콜로세 데 퀘벡 |
| 연고지        | 퀘벡주 퀘벡 |
| 상징색        | 감색, 하양, 금, 은 |
| 구단주        | |
| 단장          | |
| 감독          | |
| NHL 제휴      | |
| ECHL 제휴     | |
| 정규시즌 우승 | |
| 콘퍼런스 우승 | |
| 디비전 우승   | 2 (2000, 2002) |
| 칼더 컵       | |
| 영구 결번     | |

퀘벡 시타델스(영어:Quebec Citadelles, 프랑스어:Citadelles de Québec)는 캐나다 퀘벡주 퀘벡을 연고지로 하는 1999년부터 2002년까지 AHL 소속되었던 아이스 하키팀이다.
2002년 연고지를 온타리오주 해밀턴 (해밀턴 불독스)로 이전했다.

## 역대 홈경기장
| 퀘벡 시타델스  |               |          |             |      |
| 경기장         | 사용기간      | 수용인원 | 장소        | 비고 |
| 콜로세 데 퀘벡 | 1999년~2002년 | 15,176명 | 퀘벡주 퀘벡 | 빈칸 |